# Lonchura ferruginosa
Lonchura ferruginosa là một loài chim trong họ Estrildidae.